# Maya Angelou
Maya Angelou (geboren als Marguerite Annie Johnson, Saint Louis, Missouri, 4 april 1928 – Winston-Salem, 28 mei 2014), was een Amerikaans schrijver, dichter, zangeres, danseres, burgerrechtenactivist en hoogleraar amerikanistiek. Ze acteerde, schreef en produceerde films, soundtracks en regisseerde. 
Angelou maakte naam met haar eerste roman I Know Why the Caged Bird Sings, waarin ze haar tumultueuze jeugd beschreef in het gesegregeerde zuiden van Amerika en, later, in Californië. Deze bestseller werd verfilmd. In haar autobiografische romans laat ze een energieke, avontuurlijke (opgroeiende) Afrikaans-Amerikaanse vrouw zien die nergens voor terugdeinst. In haar jeugd werd ze verkracht, en dat onderwerp komt veelvuldig in haar boeken terug. Haar boek Just give me a cool drink of water 'fore I die werd genomineerd voor de Pulitzerprijs. Voor het audioboek A song flung up to heaven kreeg ze een Grammy Award in 2003. Eerder kreeg ze ook in 1993 en 1995 een Grammy.
In 1981 werd ze hoogleraar amerikanistiek in Winston-Salem. Ze was betrokken bij de Afro-Amerikaanse burgerrechtenbeweging (Civil Rights Movement), waar ze samen werkte met Martin Luther King en Malcolm X.
Ze sprak meermaals bij officiële gelegenheden van de regering van de Verenigde Staten. Bij de inauguratie van president Clinton las ze op zijn verzoek haar gedicht On the Pulse of Morning voor. In juni 1995 droeg ze haar gedicht A brave and startling truth voor bij het jubileum van de 50e verjaardag van de Verenigde Naties.  In 2013 vertolkte zij in een video van het United States Department of State namens het Amerikaanse volk het gedicht His day is gone, over het leven van Nelson Mandela.
In 2000 ontving ze de National Medal of Arts. In 2010 kreeg ze de Presidential Medal of Freedom. Ze kreeg een eredoctoraat van onder meer Smith College, de Howard-universiteit, Tufts-universiteit, University of Southern California, Lafayette College, Hope College en de universiteit van Illinois te Urbana-Champaign.
Maya Angelou werd als eerste Afro-Amerikaanse vrouw afgebeeld op een Amerikaanse munt. Op 10 januari 2022 ging een 'quarter' met een afbeelding van haar in roulatie.